# Wilhelm Rickmers
Wilhelm Rickmers (Willy Rickmers) (* 1844 in Bremerhaven; †  1891 in Bremen-Oberneuland) war ein deutscher Werftbesitzer, Reeder und Reiskaufmann.

## Biografie
Willy Rickmers war der Sohn von Rickmer Clasen Rickmers (1807–1886), Gründer der bekannten Rickmers Reederei. Mit seinen Brüdern Andreas Rickmers (1835–1924) und Peter Rickmers (1838–1902) leitete er die Firmen des Gründers weiter. Der Bergsteiger, Skipionier und Forschungsreisende Willi Rickmer Rickmers (1873–1965) und der Teilnehmer des gescheiterten Hitler-Putsches von 1923 Johann Rickmers (1881–1923) waren Söhne.
Seine Ausbildung erhielt er im väterlichen Unternehmen. 1883 wurde er Geschäftsleiter der neu übernommenen Stärkefabrik Union Stärke in Hannoversch Münden. Nach dem Verkauf dieser Firma an die Hoffmann Stärke trat er in den Vorstand des Gesamtunternehmens  Rickmers Reismühlen Rhederei und Schiffbau AG ein und wurde bald darauf Mitglied des Aufsichtsrates. Er kontrollierte im Familienunternehmen die Rickmers Reismühlen GmbH in Bremen.

### Rickmers Park

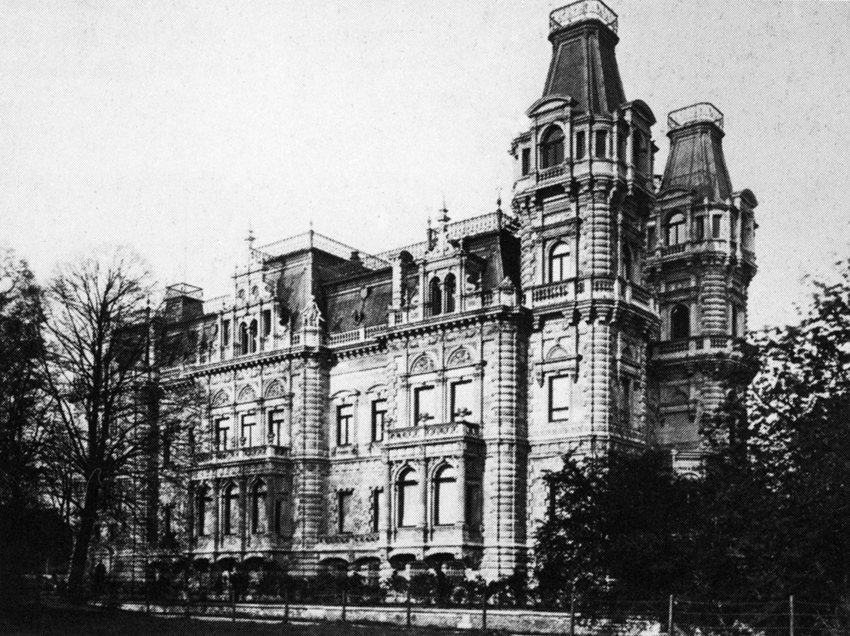
Schloss Kreyenhorst um 1900

Eines der „drei Landgüter der Vahr“ reichte von der Vahrer Straße bis zum Achterdiek, 1735 wird als Besitzer ein Dr. Rosenkamp erwähnt. Hier entstand 1873–1875 mit Gut Kreyenhorst ein schlossartiges Anwesen, das 1888 zunächst an Wilhelm Rickmers und dann an seinen Sohn Willi überging. Er vergrößerte das Gut auf 312 Morgen Umfang und ließ einen englischen Landschaftsgarten mit eigener Jagd anlegen. Der Gutsherr freundete sich mit dem Maler Arthur Fitger an, der für Schloss Kreyenhorst große Wandgemälde schuf. Auf einem gepachteten Gartengrund baute der Malerpoet 1890 sein Künstlerheim mit einem großen Atelier. 1911 kaufte die Stadt Bremen das Gelände und ließ das Schloss abreißen, um hier Landhäuser zu errichten. Seit 1921 hieß das Gebiet Rickmers Park. Ab 1933 wurde auf Teilen des Parks und des angrenzenden Allmers Parks der Rhododendronpark angelegt.

## Ehrungen
- Die Rickmersstraße in Bremerhaven-Lehe  wurde nach ihm und seiner Familie benannt
- Die Bark Willy Rickmers (1868–1889) trug seinen Namen
- Die Stahl-Viermastbark Willy Rickmers (1895–1912) trug seinen Namen